# Neferu-Re
Neferu-Re, auch Neferure (Eigennamenschreibweise), war die älteste Tochter von Hatschepsut und Thutmosis II.

## Hinweise
Neferu-Re wird in sieben Örtlichkeiten erwähnt, speziell im Totentempel der Hatschepsut in Deir el-Bahri, auf der Senenmut-Statue in Karnak und einer Stele im Sinai.

## Familie
Ihr Halbbruder Thutmosis III. war Nachkomme von Thutmosis II. und dessen Nebenfrau Isis. Thutmosis II. starb nach einer wahrscheinlichen Regentschaft von 3 Jahren.

## Leben

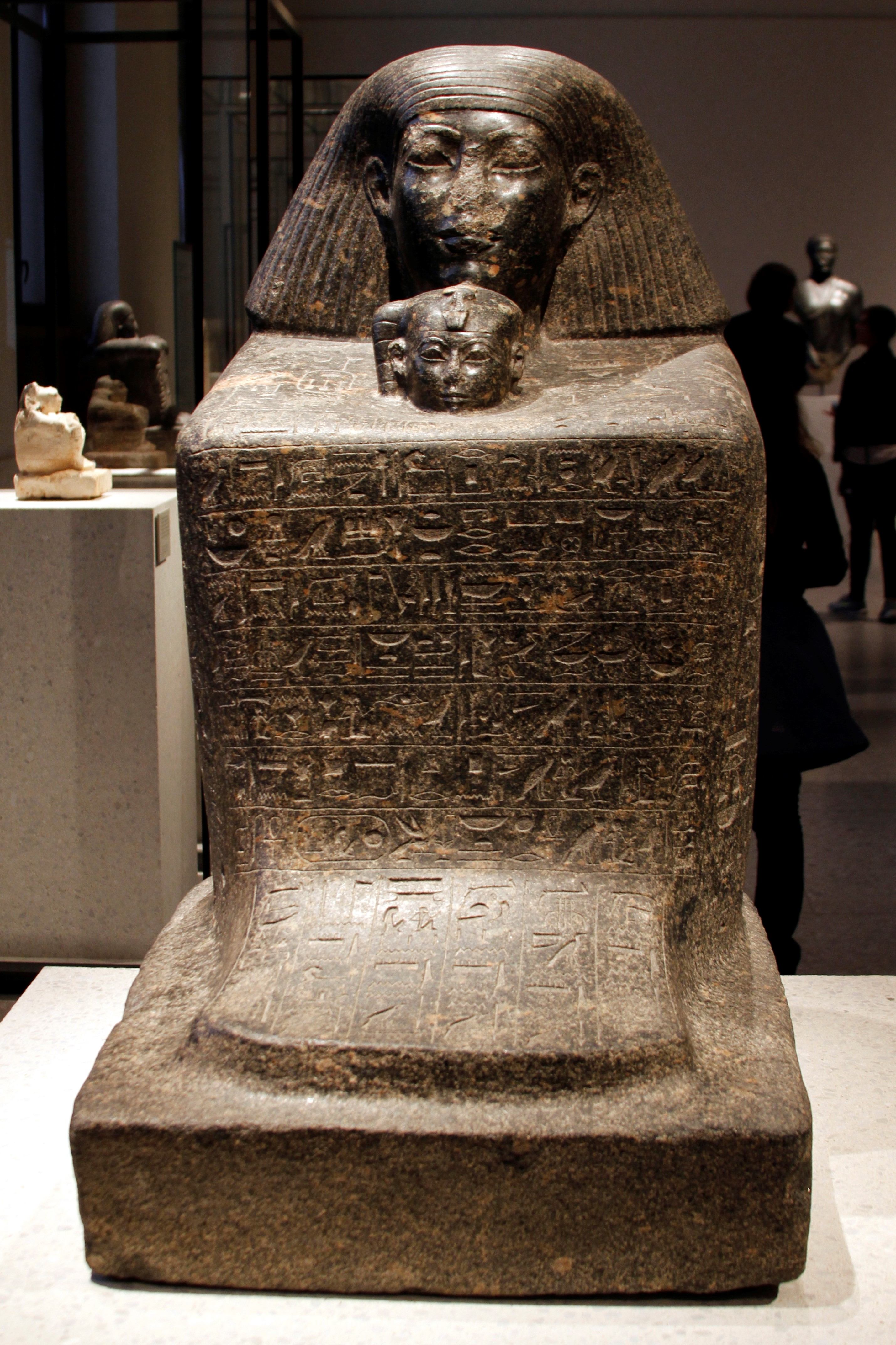
Neferu-Re, betreut von Senenmut

Die Ausbildung Neferu-Res wurde in frühester Kindheit zunächst dem Beamten Ahmose Pen-Nechbet anvertraut. Später übernahm diese Aufgabe Senimen und nach dem 7. Regierungsjahr Senenmut. Neferu-Re war wohl zunächst als Thronfolgerin vorgesehen, was den hohen Titel „Gottesgemahlin des Amun“ erklären würde. Die Bedeutung und Auslegung dieses Titels, niedergeschrieben an der Roten Kapelle in Karnak, spielte eine wichtige Rolle in den Tempel-Ritualen. Hatschepsut, die zu diesem Zeitpunkt noch Königin war, benötigte für die Rolle der Hohepriesterin eine weibliche Person und betraute ihre Tochter Neferu-Re mit dieser Aufgabe.
Beweise für eine Heirat mit Thutmosis III. fehlen bis heute. In ihren bislang vorliegenden Titeln taucht ihre Bezeichnung als „Große königliche Gemahlin“ beziehungsweise „Königsgemahlin“ nicht auf. Unklar ist weiterhin, weshalb Thutmosis III. ihren Namen auf einem Relief im 23. oder 24. Regierungsjahr durch den seiner Großen königlichen Gemahlin Satiah ersetzen ließ. Dadurch gelangte Satiah posthum zu ihrem Titel „Gottesgemahlin des Amun“.

## Ihr Tod
Neferu-Re übte bis zu ihrem Tod im 23. oder 24. Regierungsjahr (etwa 1456 v. Chr.) des Thutmosis III. das Amt der „Gottesgemahlin des Amun“ aus. Bisherige Annahmen, dass Neferu-Re zwischen dem elften und 16. Regentschaftsjahr von Hatschepsut verstarb, sind durch den Nachweis der usurpierten Darstellung der Neferu-Re hinfällig. Howard Carter entdeckte 1916/17 im Wadi C, einem Seitental des Wadi Gabbanet el-Gurud (arabisch وادي جبانة القرود, DMG Wādin Ǧabānet āl-Qurūd; Wadi Affenfriedhof) in Theben-West, einen Block mit ihrer Namenskartouche. Er vermutete, dass der Block vom Felsgrab Wadi C-1 herabgestürzt war, weshalb vermutet wird, das dies das Grab der Neferu-Re ist.